# シェパード・シバンダ
シェパード・シバンダ（Shepherd Sibanda , 1985年10月4日 - ）は、ジンバブエ・ブラワヨ出身の元プロ野球選手（内野手）。

## 来歴・人物
1992年にジンバブエを訪れた青年海外協力隊員の村井洋介から受けた指導が野球を知る契機だった。以降、現地での隊員による野球の指導は13年間続いた。
2005年に支援者らの協力を得て単身来日し、四国アイランドリーグのトライアウトで恵まれた身体能力を見込まれて合格。香川オリーブガイナーズで2年間プレーした。
2007年に契約満了に伴い退団し、ベースボール・チャレンジ・リーグのトライアウトを受験した。そこで合格を果たし、2008年は福井ミラクルエレファンツでプレーした。両リーグで本塁打も2本記録したが、同年9月2日に一身上の都合により同球団を退団した。
退団後は現役を引退し、現在は母国ジンバブエの隣国・南アフリカ共和国のヨハネスブルグに住み、建設関係の会社で働いているという。
2019年、世界野球ソフトボール連盟 (WBSC)からの招待で、フロリダ州でコーチングの研修を受けた。

## 詳細情報

### 年度別打撃成績
記録は四国アイランドリーグplusおよびBCリーグウェブサイトの各年度成績による。
| 年 度    | 球 団    | 試 合 | 打 席 | 打 数 | 得 点 | 安 打 | 二 塁 打 | 三 塁 打 | 本 塁 打 | 塁 打 | 打 点 | 盗 塁 | 盗 塁 死 | 犠 打 | 犠 飛 | 四 球 | 敬 遠 | 死 球 | 三 振 | 併 殺 打 | 打 率 | 出 塁 率 | 長 打 率 | O P S |
| -------- | -------- | ----- | ----- | ----- | ----- | ----- | -------- | -------- | -------- | ----- | ----- | ----- | -------- | ----- | ----- | ----- | ----- | ----- | ----- | -------- | ----- | -------- | -------- | ----- |
| 2006     | 香川     | 24    | 50    | 49    | 2     | 8     | 2        | 0        | 0        | 10    | 6     | 0     | 0        | 0     | 0     | 1     | 0     | 0     | 16    | 1        | .163  | .180     | .204     | .388  |
| 2007     | 香川     | 32    | 43    | 37    | 4     | 4     | 0        | 0        | 1        | 7     | 2     | 0     | 0        | 0     | 0     | 3     | 0     | 3     | 14    | 1        | .108  | .233     | .189     | .394  |
| 2008     | 福井     | 30    | 109   | 98    | 8     | 21    | 2        | 1        | 1        | 32    | 8     | 2     |          | 0     | 0     | 6     |       | 5     | 29    | 2        | .214  | .327     | .286     | .612  |
| IL：2年  | IL：2年  | 56    | 93    | 86    | 6     | 12    | 2        | 0        | 1        | 17    | 8     | 0     | 0        | 0     | 0     | 4     | 0     | 3     | 30    | 2        | .140  | .221     | .198     | .419  |
| BCL：1年 | BCL：1年 | 30    | 109   | 98    | 8     | 21    | 2        | 1        | 1        | 32    | 8     | 2     |          | 0     | 0     | 6     |       | 5     | 29    | 2        | .214  | .327     | .286     | .612  |

- 2008年度シーズン終了時

### 記録
- 初出場：2006年4月9日、対高知1回戦（オリーブスタジアム）・8回裏境貞治の代打で
- 初安打：2006年4月29日、対高知3回戦（オリーブスタジアム）・8回裏赤井志から[6]
- 初打点：2006年4月30日、対徳島5回戦（オリーブスタジアム）・2回裏佐藤広樹から
- 初本塁打：2007年5月11日、対徳島7回戦（徳島県営蔵本球場）・4回表渡邊隆洋から

### 背番号
- 4（2006年 - 2007年）
- 7（2008年）